# Cryptanura humeralis
Cryptanura humeralis är en stekelart som först beskrevs av Szepligeti 1916.  Cryptanura humeralis ingår i släktet Cryptanura och familjen brokparasitsteklar. Inga underarter finns listade i Catalogue of Life.